# 대전 동구청장 선거
대전 동구청장 선거는 대전광역시 동구의 구청장을 선출하는 선거이다.

## 역대 민선 동구청장
| 선거   | 정당 | 정당           | 구청장 |
| ------ | ---- | -------------- | ------ |
| 1995년 |      | 자유민주연합   | 박병호 |
| 1998년 |      | 자유민주연합   | 임영호 |
| 2002년 |      | 자유민주연합   | 임영호 |
| 2004년 |      | 열린우리당     | 박병호 |
| 2006년 |      | 한나라당       | 이장우 |
| 2010년 |      | 자유선진당     | 한현택 |
| 2014년 |      | 새정치민주연합 | 한현택 |
| 2018년 |      | 더불어민주당   | 황인호 |
| 2022년 |      | 국민의힘       | 박희조 |

## 역대 선거 결과

### 제1회 전국동시지방선거
|  | 57.58% |

|  | 18.61% |

|  | 17.70% |

|  | 6.09% |

### 제2회 전국동시지방선거
|  | 60.61% |

|  | 26.16% |

|  | 13.21% |

### 제3회 전국동시지방선거
|  | 56.71% |

|  | 30.69% |

|  | 12.59% |

### 2004년 대한민국 재보궐선거
임영호 구청장의 사임으로 인해 치러진 2004년 대한민국 재보궐선거에서 열린우리당 박병호 후보가 당선되었다.

### 제4회 전국동시지방선거
|  | 41.45% |

|  | 24.67% |

|  | 20.24% |

|  | 13.62% |

### 제5회 전국동시지방선거
|  | 35.69% |

|  | 31.86% |

|  | 30.32% |

|  | 2.11% |

### 제6회 전국동시지방선거
|  | 56.36% |

|  | 43.63% |

### 제7회 전국동시지방선거
|  | 52.23% |

|  | 24.25% |

|  | 23.50% |

### 제8회 전국동시지방선거
|  | 51.59% |

|  | 48.40% |